# U 224
U 224 war ein deutsches U-Boot vom Typ VII C, das im Zweiten Weltkrieg von der deutschen Kriegsmarine im Nordatlantik und Mittelmeer zum Einsatz gebracht wurde.

## Technische Daten
Boote der Klasse VII C waren eine Weiterentwicklung der kürzeren Typ-VII-B-Boote. In der Kieler Germaniawerft wurden in den Jahren 1940–42 bis zu 30 Boote dieser Serie parallel gebaut. Ihre Länge betrug 67,1 m bei einer maximalen Breite von 6,2 m. Die Höhe betrug 9,6 m, der Tiefgang aufgetaucht 4,7 m. Aufgetaucht angetrieben von zwei F64 Sechszylinder-Dieselmotoren mit zusammen 3160 PS Leistung erreichten sie 17,7 Knoten (33 km/h), bei Tauchfahrten versorgten zwei AEG GU 460/8-27 Elektromotoren sie mit 740 PS, womit 7,6 Knoten (14 km/h) Maximum erzielt werden konnten. Die Verdrängung lag bei 761 Kubikmetern aufgetaucht und 865 Kubikmetern bei getauchter Fahrt. Sie waren mit etwa 44 Mann besetzt. Von allen 577 produzierten Booten dieses Typs blieb nur eins (U 995) erhalten.

## Geschichte
Gemeinsam mit den Schwesterbooten U 221, U 222, U 223 und U 225 wurde das U 224 am 15. August 1940 in Auftrag gegeben. Kiellegung des Bootes mit dem Baulos 654 war gemeinsam mit dem Schwesterboot U 223 am 15. Juli 1941. Nach dem Stapellauf am 7. Mai 1942 erfolgte am 20. Juni 1942 die Indienststellung, zunächst in der 5. U-Flottille in Kiel als Ausbildungsboot. Während dieser Zeit erfolgte die weitere Ausrüstung des Bootes in Kiel und der Umgebung von Danzig, bis zum 12. Dezember 1942. Damit war U 224 trotz späteren Stapellaufs früher im Dienst als U 223.

Ab dem 1. November 1942 war es der 7. U-Flottille mit Sitz in St. Nazaire unterstellt und führte zwei Unternehmungen durch. Während die erste Unternehmung in den Nordatlantik führte und die Besatzung zwei Handelsschiffe versenken konnte, kam es bereits bei der zweiten Unternehmung im Mittelmeer zu einem Gefecht mit einem kanadischen Verband. Dabei wurde U 224 am 13. Januar 1943 durch Wasserbomben schwer beschädigt und zum Auftauchen gezwungen. Daraufhin wurde es durch einen Rammstoß von der kanadischen Korvette HMCS Ville de Quebec (K.242) versenkt. Nur ein Besatzungsmitglied überlebte, 45 kamen ums Leben. Zu ihrem Gedenken werden die Namen, Lebensdaten und Dienstgrade der gefallenen U-Boot-Fahrer auf einer der 115 Bronzetafeln des U-Boot-Ehrenmals Möltenort in Heikendorf aufgeführt.